# Nicolai Ceban
Nicolai Ceban (de asemenea Nicolae Ceban; n. 30 martie 1986, Talmaza, raionul Ștefan Vodă, Republica Moldova) este un luptător moldovean. A început să lupte în anul 1999. Din 2007 este membru al echipei de lupte moldovenești. A participat la Jocurile Olimpice din 2008, 2012 și 2016. Cea mai mare realizare a sa sunt medaliile de bronz la Campionatele Europene din 2011 și 2014.
A fost purtătorul de steag al Moldovei la ceremonia de deschidere a Jocurilor Olimpice din 2016 de la Rio de Janeiro.

## Legături externe
- Profil la International Wrestling Database
- Profil la moldova.sports.md
- Profil la sports-reference.com